# Neuville-en-Avesnois
Neuville-en-Avesnois és un municipi francès, situat a la regió dels Alts de França, al departament del Nord. L'any 2006 tenia 288 habitants.

## Demografia
| 1962                                       | 1968 | 1975 | 1982 | 1990 | 1999 |
| ------------------------------------------ | ---- | ---- | ---- | ---- | ---- |
| 252                                        | 280  | 278  | 286  | 283  | 261  |
| Des de 1962: població sense dobles comptes |      |      |      |      |      |

## Administració
| Període | Identitat  | Partit |
| ------- | ---------- | ------ |
| 2001-   | Jean Léger |        |